# Wereldkampioenschap cricket 1983
Het wereldkampioenschap cricket 1983 was het derde wereldkampioenschap cricket. Het toernooi werd wederom in Engeland gehouden omdat daar de beste accommodaties waren. Het duurde van 9 juni tot en met 25 juni. 
Het toernooi werd het succesverhaal van India. Ze versloegen ploegen als West-Indië, Pakistan en Engeland. Het won de finale op Lord's cricket ground te Londen met 43 runs. Na twee eerdere overwinningen van West-Indië was er dus een nieuwe winnaar. Overigens behaalde ook Zimbabwe een goede overwinning. 

## Deelnemende landen en opzet
Alle zeven testlanden, waarbij Zuid-Afrika was uitgesloten, waren direct geplaatst. Via de ICC Trophy 1982 voegde Zimbabwe zich toe aan het deelnemersveld.
De acht landen werden over twee groepen verdeeld waarvan de top twee doorging naar de halve finale.

## Eerste ronde

### Groep A
| Team          | Pnt | Wd | W | V | NR | RR    |
| ------------- | --- | -- | - | - | -- | ----- |
| Engeland      | 20  | 6  | 5 | 1 | 0  | 8     |
| Pakistan      | 12  | 6  | 3 | 3 | 0  | 4.014 |
| Nieuw-Zeeland | 12  | 6  | 3 | 3 | 0  | 3.927 |
| Sri Lanka     | 4   | 6  | 1 | 5 | 0  | 3.752 |

| 09-06-1983    | Engeland 322/6 (60 ov.)         | Nieuw-Zeeland 216/ao (59 ov.)   | Engeland wint met 106 runs       | The Oval, Londen, Engeland         |
| 09-06-1983    | Pakistan 338/5 (60 ov.)         | Sri Lanka 288/9 (60 ov.)        | Pakistan wint met 50 runs        | St. Helen's, Swansea, Wales        |
| 11-06-1983    | Engeland 333/9 (60 ov.)         | Sri Lanka 286/ao (58 ov.)       | Engeland wint met 47 runs        | County Ground, Taunton, Engeland   |
| 11/12-06-1983 | Nieuw-Zeeland 238/9 (60 ov.)    | Pakistan 186/ao (55.2 ov.)      | Nieuw-Zeeland wint met 52 runs   | Edgbaston, Birmingham, Engeland    |
| 13-06-1983    | Pakistan 193/8 (60 ov.)         | Engeland 199/2 (50.4 ov.)       | Engeland wint met 8 wickets      | Lord's, Londen, Engeland           |
| 13-06-1983    | Sri Lanka 206/ao (56.1 ov.)     | Nieuw-Zeeland 209/5 (39.2 ov.)  | Nieuw-Zeeland wint met 5 wickets | County Ground, Bristol, Engeland   |
| 13-06-1983    | Engeland 234/ao (55.2 ov.)      | Nieuw-Zeeland 238/8 (59.5 ov.)  | Nieuw-Zeeland wint met 2 wickets | Edgbaston, Birmingham, Engeland    |
| 16-06-1983    | Pakistan 235/7 (60 ov.)         | Sri Lanka 224/ao (58.3 ov.)     | Pakistan wint met 11 runs        | Headingley, Leeds, Engeland        |
| 18-06-1983    | Nieuw-Zeeland 181/ao (58.2 ov.) | Sri Lanka 184/7 (52.5 ov.)      | Sri Lanka wint met 3 wickets     | County Ground, Derby, Engeland     |
| 18-06-1983    | Pakistan 232 / (60 ov.)         | Engeland 233/3 (57.2 ov.)       | Engeland wint met 7 wickets      | Old Trafford, Manchester, Engeland |
| 20-06-1983    | Pakistan 261/3 (60 ov.)         | Nieuw-Zeeland 250/ao (59.1 ov.) | Pakistan wint met 11 runs        | Trent Bridge, Nottingham, Engeland |
| 20-06-1983    | Sri Lanka 136/ao (50.4 ov.)     | Engeland 137/1 (24.1 ov.)       | Engeland wint met 9 wickets      | Headingley, Leeds, Engeland        |

### Groep B
| Team       | Pnt | Wd | W | V | NR | RR    |
| ---------- | --- | -- | - | - | -- | ----- |
| West-Indië | 20  | 6  | 5 | 1 | 0  | 4.308 |
| India      | 16  | 6  | 4 | 2 | 0  | 3.870 |
| Australië  | 8   | 6  | 2 | 4 | 0  | 3.808 |
| Zimbabwe   | 4   | 6  | 1 | 5 | 0  | 3.492 |

| 9/10-06-1983  | India 262/8 (60 ov.)       | West-Indië 228/ao (54.1 ov.) | India wint met 34 runs         | Old Trafford, Manchester, Engeland       |
| 09-06-1983    | Zimbabwe 239/6 (60 ov.)    | Australië 226/7 (60 ov.)     | Zimbabwe wint met 13 runs      | Trent Bridge, Nottingham, Engeland       |
| 11-06-1983    | Zimbabwe 155/ao (51.4 ov.) | India 157/5 (37.3 ov.)       | India wint met 5 wickets       | Grace Road, Leicester, Engeland          |
| 11/12-06-1983 | West-Indië 252/9 (60 ov.)  | Australië 151/ao (30.3 ov.)  | West-Indië wint met 101 runs   | Headingley, Leeds, Engeland              |
| 13-06-1983    | Australië 320/9 (60 ov.)   | India 158/ao (37.5 ov.)      | Australië wint met 162 runs    | Trent Bridge, Nottingham, Engeland       |
| 13-06-1983    | Zimbabwe 217/7 (60 ov.)    | West-Indië 218/2 (48.3 ov.)  | West-Indië wint met 8 wickets  | County Ground, Worcester, Engeland       |
| 15-06-1983    | West-Indië 282/9 (60 ov.)  | India 216/ao (53.1 ov.)      | West-Indië wint met 66 runs    | The Oval, Londen, Engeland               |
| 16-06-1983    | Australië 272/7 (60 ov.)   | Zimbabwe 240/ao (59.5 ov.)   | Australië wint met 22 runs     | County Ground, Southampton, Engeland     |
| 18-06-1983    | Australië 273/6 (60 ov.)   | West-Indië 276/3 (57.5 ov.)  | West-Indië wint met 7 wickets  | Lord's, Londen, Engeland                 |
| 18-06-1983    | India 266/8 (60 ov.)       | Zimbabwe 235/ao (57 ov.)     | India wint met 31 runs         | Nevill Ground, Tunbridge Wells, Engeland |
| 20-06-1983    | India 247/ao (55.5 ov.)    | Australië 129/ao (38.2 ov.)  | India wint met 118 runs        | County Ground, Chelmsford, Engeland      |
| 20-06-1983    | Zimbabwe 171/ao (60 ov.)   | West-Indië 172/0 (45.1 ov.)  | West-Indië wint met 10 wickets | Edgbaston, Birmingham, Engeland          |

## Halve finale
| 22-06-1983 | India 217/4 (54.4 ov.)  | Engeland 213/ao (60 ov.)    | India wint met 6 wickets      | Old Trafford, Manchester, Engeland |
| 22-06-1983 | Pakistan 184/8 (60 ov.) | West-Indië 188/2 (48.4 ov.) | West-Indië wint met 8 wickets | The Oval, Londen, Engeland         |

## Finale
| 25-06-1983 | India 183/ao (54.4 ov.) | West-Indië 140/ao (52 ov.) | India wint met 43 runs | Lord's, Londen, Engeland |

Regulier wereldkampioenschap (One Day International)
Wereldkampioenschap Twenty20

Wereldkampioenschap testcricket